# Weather forecast
Weather forecast er en kortfilm fra 1994 instrueret af Bent E. Rasmussen efter eget manuskript.

## Handling
En kort film om nationalismens følger for to unge og menneskene omkring dem. Om angst og ansvar for handlinger begået i nationalismens ånd.